# Saekdongot
Saekdongot là một loại hanbok, trang phục truyền thống của Triều Tiên, với những sọc đầy màu sắc chấp vá lại với nhau. Nó bắt đầu được sử dụng cho hanbok từ thời Cao Ly (918 – 1392). Trong tiếng Triều Tiên nó có nghĩa là "quần áo (ot) nhiều màu sắc (saekdong)". Saekdong thường liên tưởng đến cầu vồng, từ đó gợi nhớ những giấc mơ trong sáng của trẻ em. Trẻ em từ một đến bảy tuổi thường mặc chúng. Những phụ kiện của saekdong thường được sử dụng khi mặc hanbok như jeogori (áo khoác ngắn với sọc), magoja (áo khoác có nút), durumagi (áo khoác) mà một số loại khác.

## Hình ảnh

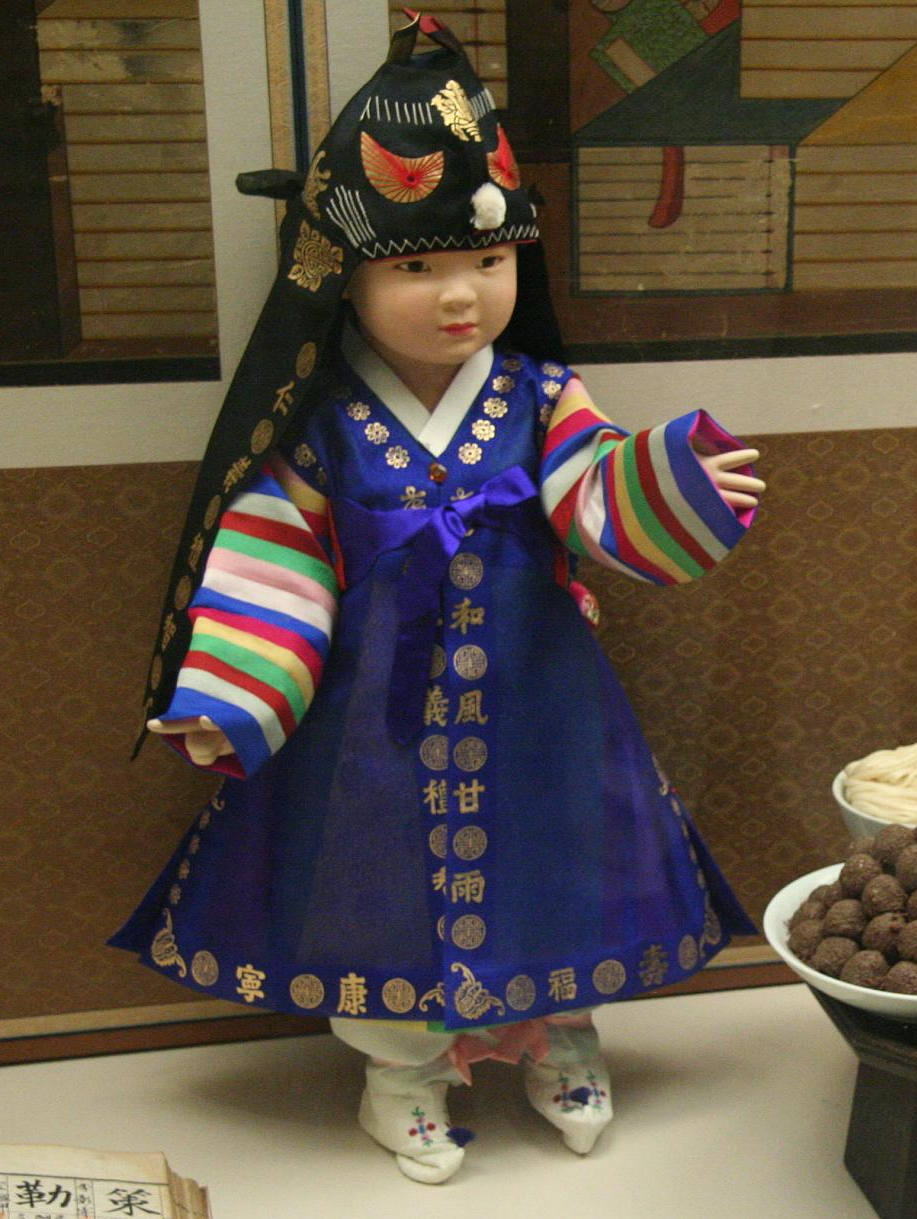
Saekdong jeogori mặc bởi một bé trai
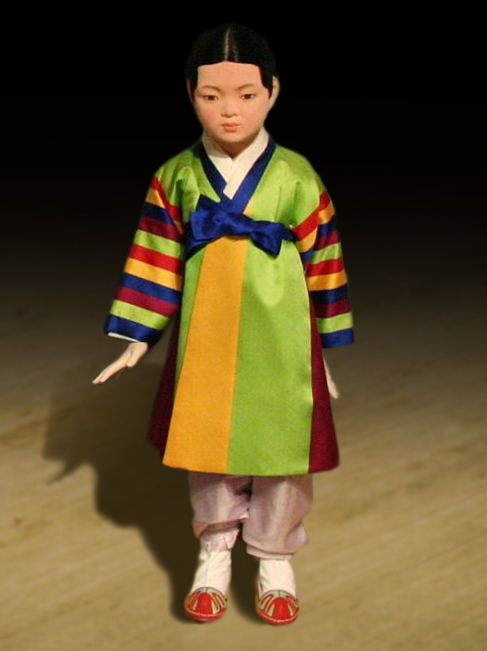
Kkachi durumagi
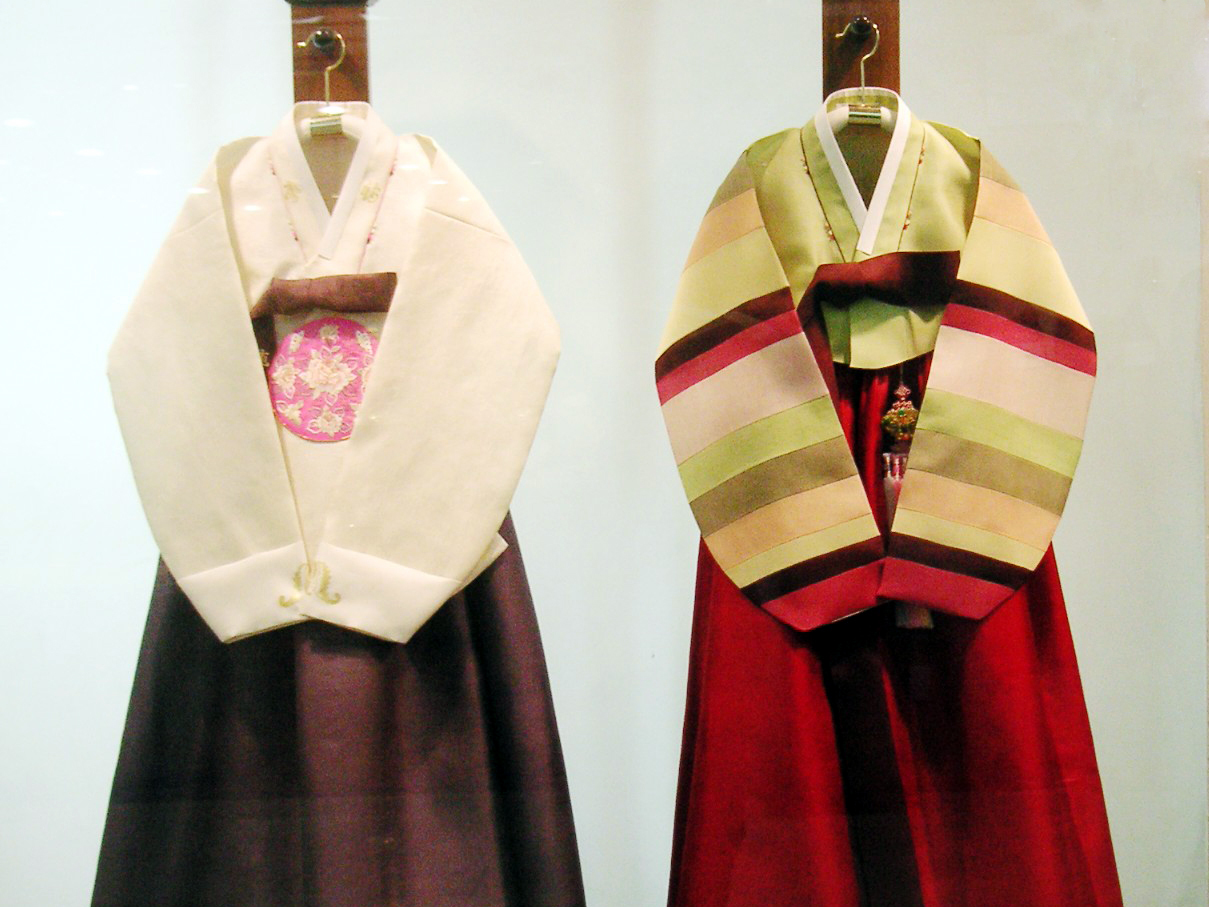
Saekdong jeogori dành cho thiếu nữ bên phải
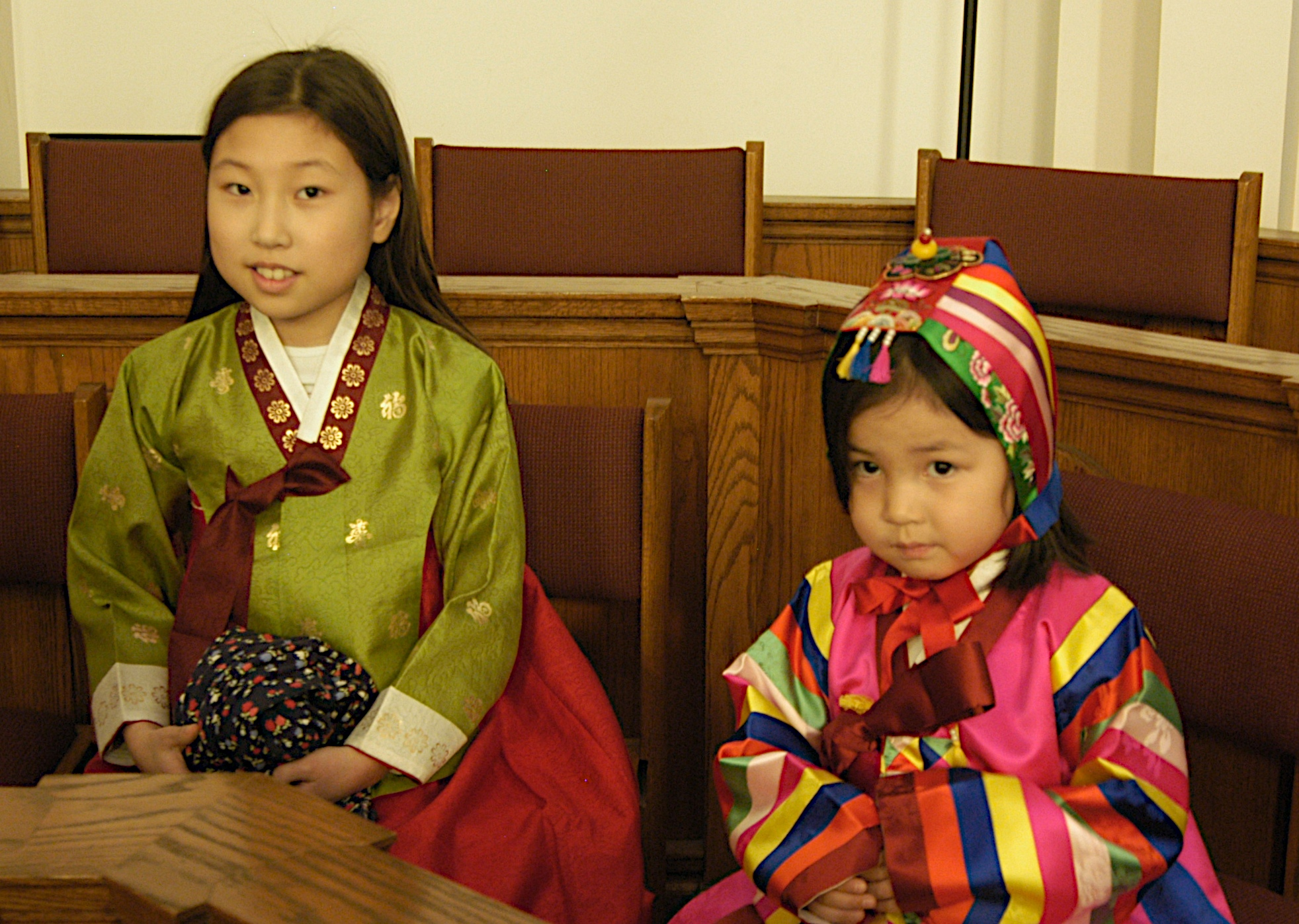
Saeongdong jeogori và saekdong gulle (mũ)